# مهدی سجودی مقدم
مهدی سجودی مقدم (زادهٔ ۲۵دی ۱۳۴۰، تهران) نویسنده و مترجم ایرانی است. 
مهدی سجودی مقدم (زادهٔ ۲۵ دی‌ماه سال ۱۳۴۰، تهران) نویسنده، مترجم و ویراستار ایرانی است.سجودی  دورهٔ متوسطه را در رشتهٔ ریاضی در دبیرستان هدف به پایان رساند. در سال ۱۳۶۷ در رشتهٔ زبان و ادبیات انگلیسی وارد دانشگاه تهران گردید. در سال ۱۳۹۷ نیز در مقطع کارشناسی ارشدِ زبان و ادبیات فارسی، دانشگاه علامه طباطبایی، پذیرفته شد.
سجودی در سال ۱۳۶۶ در یک مؤسسه بزرگ مطبوعاتی خدمات کتاب به کتاب‌فروشی‌ها و ایرانیان خارج از کشور را راه‌اندازی کرد، در سال ۱۳۷۳ «مؤسسه خدمات فرهنگی فرزان نشر» را تشکیل داد و نهایتاً در سال ۱۳۷۷ «انتشارات مهراندیش» را به‌منظور فعالیت جدی و متمرکز در انتشار کتاب درزمینهٔ ادبیات، تاریخ و سیاست تأسیس کرد که تاکنون قریب ۴۰۰ عنوان کتاب توسط انتشارات مهراندیش به چاپ رسیده است.
نخستین اثر تألیفی مهدی سجودی کتاب «چشم در برابر چشم، زندگی و خاطرات آمنه بهرامی‌نوا» بود که در بیش از ۱۰۰۰ صفحه به شرح زندگی آمنه بهرامی نوا، معروف‌ترین قربانی اسیدپاشی، پرداخت. این کتاب بعدها جهت ترجمه به زبان‌های دیگر و همچنین ساخت نمایش و فیلم مورداستفاده قرار گرفت.
تاکنون ۷ عنوان کتاب توسط سجودی تألیف و ۵۶ عنوان نیز از انگلیسی به فارسی ترجمه شده است. (نمایشنامه‌‌های ویلیام شکسپیر با کیفیتی متفاوت به‌تدریج توسط مهدی سجودی ترجمه می‌شوند.)
همچنین تاکنون قریب ۱۷۰ عنوان کتاب  توسط سجودی ویراستاری شده‌ است. 
از میان ترجمه‏‌های وی می‌توان به کتاب‌خوان، شاه لیر،رومئو و ژولیت، مکبث، خنده در تاریکی و گتسبی بزرگ اشاره کرد.

## آثار

### ترجمه
- لطفا مراقب مامان باشین
- کتاب‌خوان
- بلندیهای بادگیر
- زنبق دشت
- شاه لیر
- مکبث
- رومئو و ژولیت
- خنده در تاریکی
- گتسبی بزرگ
- دور شده (جین ارکهارت)[۲]
- عشق، آهسته می‏‌آید (ژانت اوک)[۳]

### تالیف
- فصل سبز زیستن[۴]
- روی شانه‏‌های شب[۵]
- چشم در برابر چشم[۶]
- نجوای نگاه (مجموعه شعر)[۷]
- دیوان حافظ،رودررو با لسان‌الغیب(تفألی نو بر غزلیات حافظ شیرازی، تصحیح غزلیات، اعراب گذاری وتفأل(با املای نوین فارسی)[۸]